# (6781) 1990 OD
(6781) 1990 OD (1990 OD, 1978 WJ16) — астероїд головного поясу, відкритий 19 липня 1990 року.
Тіссеранів параметр щодо Юпітера — 3,329.